# Svatý Bonifác
Svatý Bonifác (česky zastarale někdy také Dobroděj), rodným jménem Winfried (675? Wessex – 5. června 754 Dokkum, Frísko), byl jedním z představitelů křesťanské anglosaské misie na evropské pevnině, apoštolem Germánů, svatým patronem Německa a arcibiskupem v Mohuči. V římskokatolické a v anglikánské církvi je slaven jako svatý mučedník.

## Život

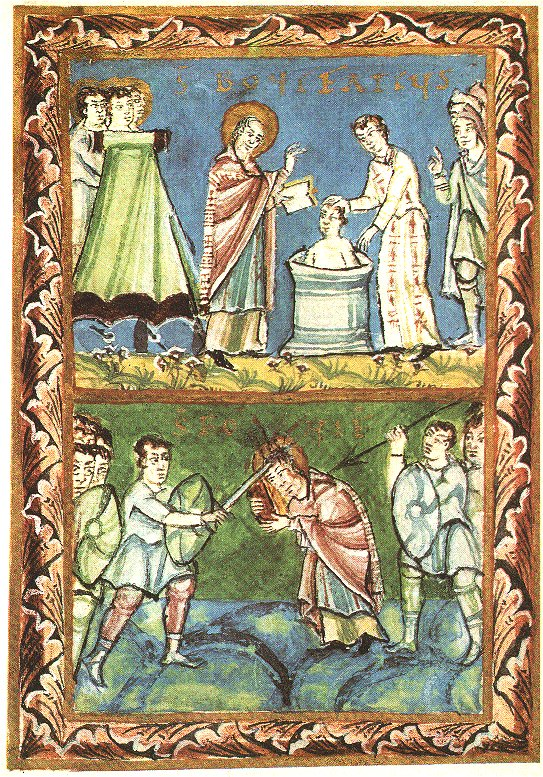
Horní obrázek - svatý Bonifác křtící, spodní obrázek - umučení sv. Bonifáce. Fulda, iluminace z 11. století

Narodil se jako Winfried přibližně v roce 675 ve Wessexu. Lákal jej mnišský způsob života, takže již jako mladý oblát vstoupil do kláštera benediktinů v Exeteru, kde obdržel veškeré vzdělání. Poté působil jako učitel latinské gramatiky. Napsal několik pojednání a skládal rovněž latinskou poezii. Ve třiceti letech byl vysvěcen na kněze a po vzoru benediktinů začal toužit po misionářském životě. V roce 716 se pod Willibrordovým vedením vydal na kontinent, do Fríska. Misie byla ovšem neúspěšná, v té době ve Franské říši vypukla válka mezi Radbodem a Karlem Martelem a Winfried byl nucený se vrátit do Anglie. O dva roky později se na kontinent vrátil a působil jako misionář v německých zemích až do své smrti v roce 754.

## Reformace a misie
Jeho zásluhy tkví především v organizačních schopnostech a reformátorské důslednosti, díky které došlo k významnému posunu vpřed, co se týká myšlení franské církve a jejího propojení s římskou církví. Jeho zásluhou bylo znovu obnoveno západní císařství, nejprve pod vedením Karla Velikého a poté Oty Velikého v roce 962. V roce 718 se vypravil do Říma za papežem Řehořem II., aby obdržel jeho pověření a požehnání k misijní činnosti ve Franské říši. Papež jej v témže roce zároveň přejmenoval na Bonifatia. V roce 722 se znovu vydal za papežem, protože jeho pravomoci vůči franské šlechtě byly velice malé a neúčinné. V Římě byl vysvěcen na biskupa a obdržel pověřující dopis ke Karlu Martellovi, který jej následně vyslal šířit křesťanskou víru na svém území. Papež Řehoř III. vysvětil Bonifáce na arcibiskupa s pravomocí světit biskupy a zakládat nové diecéze, a ještě o několik let později (cca r. 738) jej ustanovil apoštolským legátem pro Bavorsko, Alamanii, Hesensko a Durynsko. Do roku 740 založil kláštery v Amöneburgu, Fritzlaru, Kitzingenu, Tauberbischofsheimu či ženský klášter v Ochsenfurtu, kde se stala představenou Thekla. U Geismaru skácel Donarův dub.[zdroj?]
V letech 738–747 uspořádal v Bavorsku hranice stávajících biskupství a v Durynsku zakládal biskupství nová, například v Erfurtu nebo Würzburgu. S podporou Karlomana a Pipina Krátkého, kteří byli proreformně a prořímsky zaměřeni, se podílel na vybudování nového církevního systému pro celou franskou říši.[zdroj?]
Pipin se nakonec postavil na stranu franské šlechty proti působení Bonifáce i proti jeho usednutí na trůn kolínského biskupství. Bonifác se raději stáhl a žil střídavě v Mohuči a v klášteře ve Fuldě, který založil v roce 744. Tento klášter se stal střediskem křesťanství a misijního snažení v tehdejších německých zemích. Od roku 1869 se zde každoročně konají konference německých biskupů..

## Smrt
Zemřel násilnou smrtí u Dokkumu při své poslední misijní cestě do Fríska spolu se svými 52 společníky. Jeho ostatky byly neseny z Utrechtu přes Mohuč do Fuldy, kde Bonifác založil klášter. Tělo je dodnes pohřbeno v sarkofágu v kryptě pod hlavním oltářem dómu ve Fuldě.
Jeho synovci byli svatý Willibald, biskup z Eichstättu, a svatý Wunibald. Jeho neteří byla řeholnice Svatá Valburga.[zdroj?]

## Ikonografie a kult
Díky svým spolubratřím z Fuldy byl Bonifác oslavován ihned po smrti a brzy byla napsána legenda o jeho životě a mučednictví. Bonifác bývá vyobrazen jako biskup s odznaky svého úřadu (berla, mitra, pallium); charakteristickým atributem je kniha proťatá mečem, Bonifác ji pozdvihl na svou obranu před svým vrahem. V legendárních scénách se zobrazuje jeho vstup do kláštera (obláčka), misijní činnost (nejčastěji jak doprovází Willibrorda, káže pohanským Frísům nebo jak je křtí), tři římské cesty k papeži, jak světí krále Pipina III., dále jeho mučednická smrt, při níž bývá vyobrazen s některými, rovněž svatořečenými druhy, Eobanem a Adalarem, od 16. století také Bonifácovo Nanebevzetí a apoteóza v nebi. V malbě křídlových oltářů jej nejčastěji doprovází další misionáři Leander ze Sevilly, Augustin z Canterbury, Willibrord, Anscharius, Wolfgang, svatý Vojtěch, Gerhard z Csanádu nebo Rupert ze Salcburku.[zdroj?]

## Patrocinium
- země a regiony: Německo, Bavorsko, Franky, Hesensko a Durynsko, celá Evropa
- města: Utrecht, Mohuč, Fulda, Hameln, Exeter
- arcidiecéze kolínská, biskupství v Münsteru, Paderbornu, Trevíru, Hildesheimu a Osnabrücku
- řád benediktinů

## Kostely v Česku zasvěcené sv. Bonifáci
- nejstarší byla kaple sv. Bonifáce na falci Slavníkovců v Libici nad Cidlinou z 10. století,
- Kostel svatého Bonifáce v Dolním Hanychově, části Liberce
- Kostel svatého Bonifáce v  Loších na předměstí Čáslavi